# Maria de Guise
Maria Gwizjuszka, Maria Lotaryńska, Maria de Guise (ur. 22 listopada 1515, zm. 11 czerwca 1560) – księżniczka lotaryńska z dynastii Gwizjuszy, księżna Longueville (jako żona Ludwika II), następnie królowa Szkocji (jako żona Jakuba V) i matka Marii Stuart, regentka Szkocji w latach 1554–1560.
Była najstarszą córką Klaudiusza, księcia de Guise, głowy francuskiego rodu Gwizjuszy, oraz jego żony Antoniny de Burbon-Vendôme, córki Franciszka, hrabiego Vendôme. Urodziła się w Bar-le-Duc, w Lotaryngii.

## Wczesne życie
4 sierpnia 1534, w wieku 18 lat, poślubiła Ludwika II Orleańskiego, księcia Longueville. Ich ślub miał miejsce w Luwrze i było to szczęśliwe małżeństwo. Para miała dwóch synów:
- Franciszka III Orleańskiego (1535–1551), księcia Longueville
- Ludwika Orleańskiego (ur. 1537 i zm. młodo)

Na wiosnę 1536 Maria była obecna w katedrze Notre Dame w Paryżu na ślubie swojego przyszłego męża, króla Jakuba V, z Magdaleną de Valois, najstarszą córką króla Francji. 9 czerwca 1537, Ludwik Orleański zmarł w Rouen, a Maria została wdową w wieku 21 lat. 4 sierpnia urodziła swojego drugiego syna. W tym samym roku zmarła na gruźlicę Magdalena de Valois, a jej mąż zaczął szukać we Francji kolejnej żony dla siebie, żeby umocnić sojusz szkocko-francuski przeciwko Anglii. Maria znalazła się w centrum uwagi, ponieważ Jakub zainteresował się właśnie nią, a jego wuj – Henryk VIII Tudor – król Anglii, starając się zapobiec temu małżeństwu sam poprosił o rękę Marii. Król Francji Franciszek I zaakceptował jednak Jakuba i przekazał ojcu Marii swoje stanowisko. Maria przyjęła te wieści z zaskoczeniem i zaniepokojeniem. Nie cieszyła jej perspektywa opuszczenia rodziny i ojczyzny, zwłaszcza, że właśnie w wieku zaledwie czterech miesięcy zmarł jej syn, Ludwik. Ojciec Marii starał się więc opóźnić decyzję, jak długo się dało, aż Jakub (być może czując niechęć Marii), napisał do niej list, w którym prosił ją o radę i wsparcie. Maria zgodziła się na małżeństwo i przyspieszyła swój wyjazd.

## Królowa Szkocji

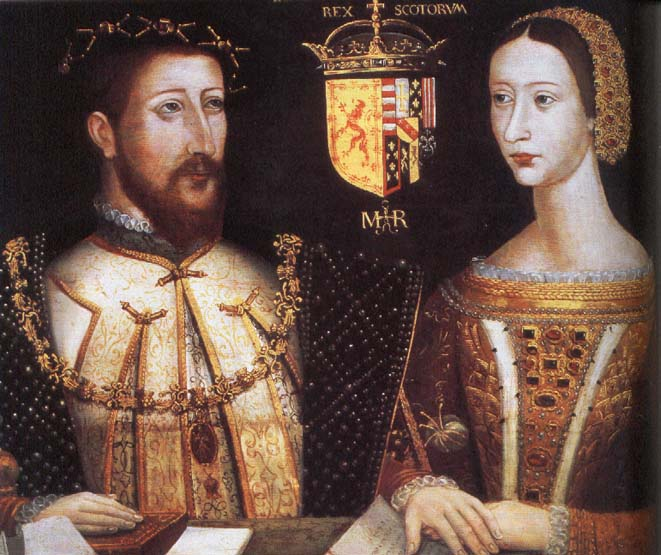
Maria z Jakubem V

18 maja 1538, w katedrze Notre Dame w Paryżu, Maria de Guise poślubiła per procura Jakuba V (Jakub przebywał wtedy w Szkocji, zastąpił go Robert, lord Maxwell). W czerwcu, korzystając z całej floty statków wysłanych przez małżonka, Maria opuściła Francję. Została zmuszona do zostawienia małego Franciszka w starej ojczyźnie. Opuściła statek w Fife, dnia 10 czerwca i została oficjalnie powitana przez Jakuba. Kilka dni później pobrali się ponownie w St. Andrews. 22 lutego 1540, w Holyrood Abbey, została koronowana na królową Szkocji. Jakub i Maria mieli dwóch synów i córkę:
1. Jakuba Stewarta (1540–1541), księcia Rothesay
2. Roberta Stewarta (ur. i zm. kwiecień 1541), księcia Albany
3. Marię I (1542–1587), królową Szkocji

Król Jakub zmarł 6 dni po urodzeniu się jego córki. Regentem został James Hamilton, drugi earl Arran.
W 1554 Maria de Guise zastąpiła Hamiltona i sama została regentką. Jej córka Maria została zaś wysłana do Francji, żeby wychowywać się przy swoim przyszłym mężu – synu króla Henryka II. Maria zawsze konsultowała się ze swoimi dwoma potężnymi braćmi, którzy pozostali we Francji: Karolem, kardynałem lotaryńskim, i Franciszkiem, księciem de Guise. Obaj oni zajmowali wysokie stanowiska i dbali o sojusz szkocko-francuski.

## Kłopoty i śmierć
Regencja Marii była zagrożona przez rosnących w siłę szkockich protestantów, wspieranych w sekrecie przez królową Anglii, Elżbietę I. Protestanci nie wierzyli Marii, co sprawiało, że jej autorytet malał. Maria poprosiła swoją francuską rodzinę o pomoc, co w oczach protestantów oznaczało zdradę interesów Szkocji (w tym czasie Szkocję starała się zdominować zarówno Anglia, jak i Francja). W 1559 Maria została usunięta ze stanowiska. 11 czerwca 1560 zmarła w zamku w Edynburgu. Jej ciało zostało zabrane do Francji i pochowane w kościele, w zakonie Saint-Pierre w Reims, gdzie siostra Marii – Renata – była przełożoną.